# Kirk Knuffke

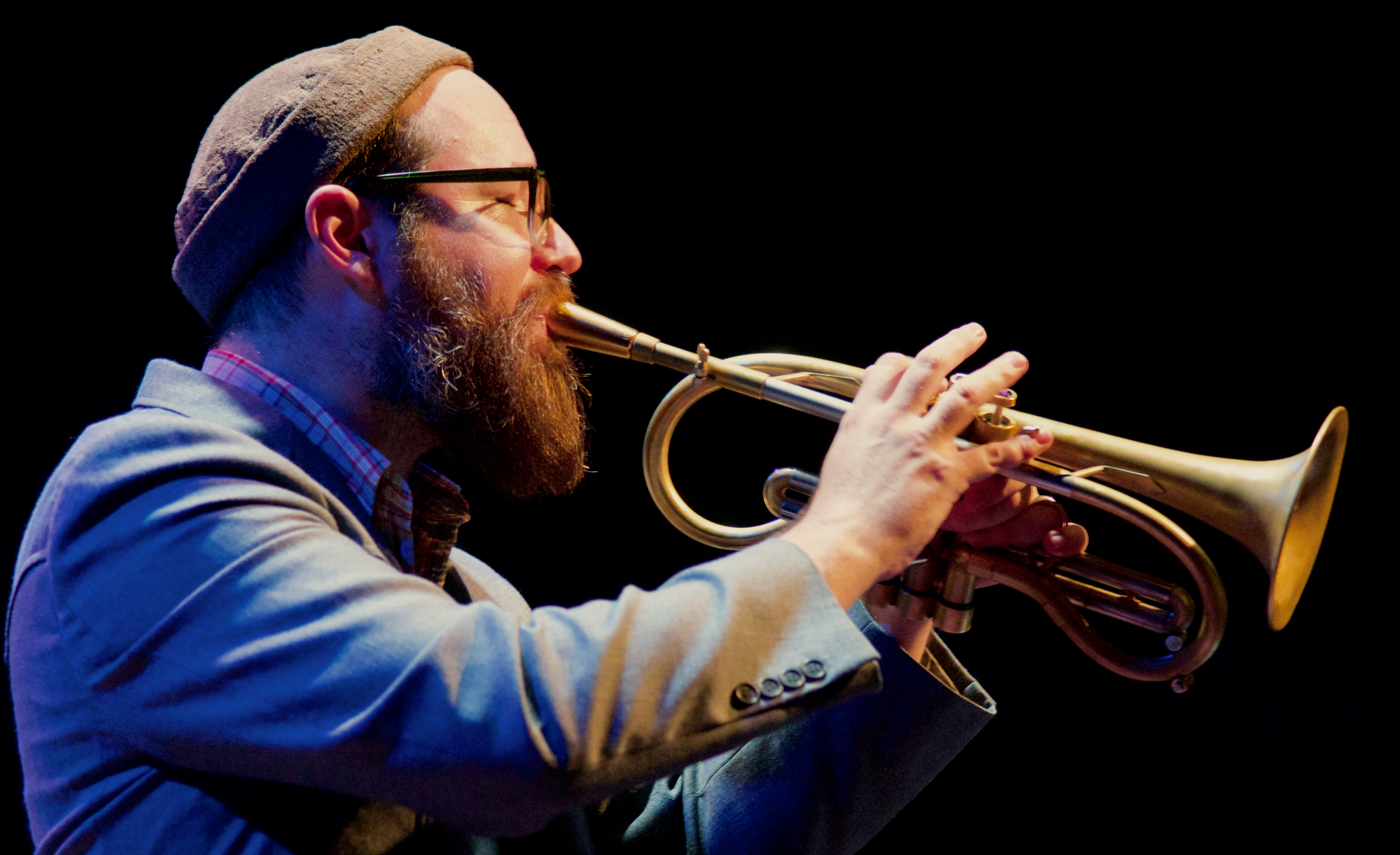
Kirk Knuffke (2016)

Kirk Michael Knuffke (* 1980 in Denver) ist ein US-amerikanischer Jazztrompeter und Kornettist.

## Leben und Wirken
Knuffke wuchs in Colorado auf und brachte sich das Trompeten- und Kornettspiel autodidaktisch bei. Dann nahm er Privatunterricht bei Art Lande und Ron Miles. Nach seinem Umzug nach New York City 2005 nahm er Improvisationsunterricht bei Ornette Coleman. Zudem begann er mit Butch Morris zu spielen, mit dem er auch auf mehreren Europatourneen war. 2009 schloss sich Knuffke dem Quartett des Schlagzeugers Matt Wilson an. 
Unter eigenem Namen legte Knuffke seitdem eine Reihe von Alben zunächst für die Label Clean Feed, No Business und – gemeinsam mit dem Pianisten Jesse Stacken – für SteepleChase Records vor, darunter ein Album mit Kompositionen von Charles Mingus. Außerdem arbeitete er mit Mary Halvorson, der Andrew D’Angelo Big Band, Josh Rosemans Extended Constellations, Jeff Davis, Federico Ughi, Lisle Ellis, Charlie Hunter, Lilly-Ann Hertzman, Jon Irabagon (Outright!), Jesse Davis, im Quartett Ideal Bread und in Kenny Wollesens Formation Wollesonic. In Europa trat er u. a. mit Auftritten auf Festivals in Saalfelden, Willisau und dem North Sea Jazz Festival in Erscheinung. Mit Melissa Aldana, Jakob Bro, Joe Martin, Jacob Sacks und RJ Miller trat er 2014 auf dem SWR NEWJazz Meeting auf. Weiterhin arbeitete er mit Michael Formanek & Ensemble Kolossus (The Distance, 2016), Frank Kimbrough (Ancestors, 2021) und James Brandon Lewis (Eye of I und For Mahalia, with Love, 2023) sowie mit Jeff Lederer (Guilty!!!, 2024).
Zu seinen Einflüssen zählt Knuffke das Spiel Lester Bowies und das kompositorische Werk Steve Lacys. 2015 gewann er in den Down Beat Kritiker-Polls in der Rising Star Kategorie.

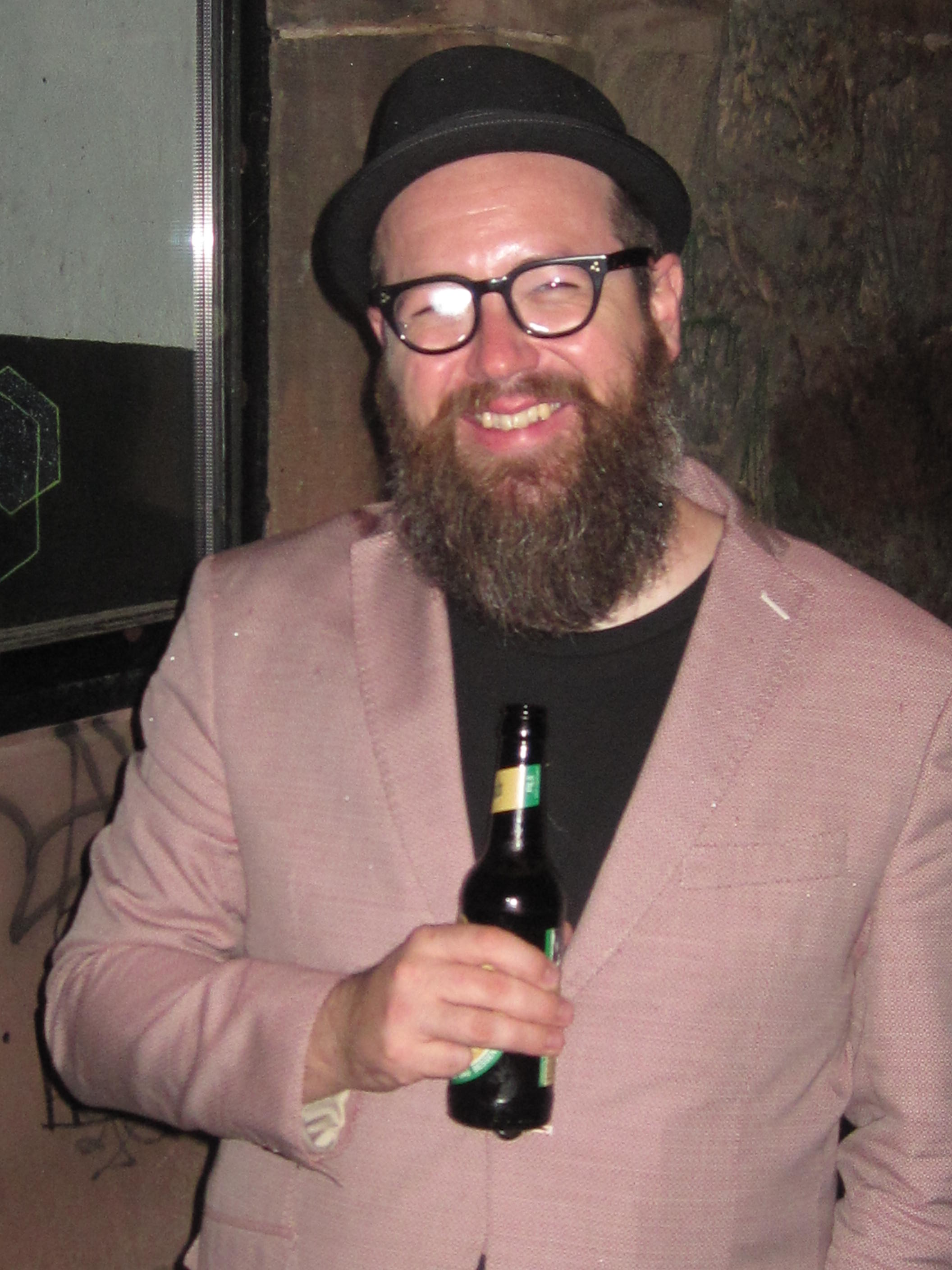
Kirk Knuffke (2018)

## Diskographische Hinweise
- Big Wig (Clean Feed, 2008) mit Brian Drye
- Amnesia Brown (Clean Feed, 2008) mit Kenny Wollesen und Doug Wieselman
- Kirk Knuffke, Kenny Wollesen, Lisle Ellis: Chew Your Food (No Business, 2009)
- Jesse Stacken & Kirk Knuffke: Mockingbird – The Music of Thelonious Monk and Duke Ellington (Steeplechase, 2009)
- Kirk Knuffke & Jess Stacken, Orange Was the Color (Steeplechase, 2011)
- Kirk Knuffke & Mike Pride: The Exterminating Angel (Not Two Records, 2012)
- Karl Berger & Kirk Knuffke: Moon (NoBusiness, 2015)
- Michael Bisio & Kirk Knuffke: Row for William O. (Relative Pitch Records, 2016)
- Kirk Knuffke & Whit Dickey: Fierce Silence (Clean Feed, 2016)
- Cherryco (Steeplechase, 2017)
- Kirk Knuffke & Ben Goldberg: Uncompahgre (Relative Pitch, 2018)
- Witness (Steeplechase, 2018)
- Michael Bisio, Kirk Knuffke & Fred Lonberg-Holm: Requiem for a New York Slice (2019)
- Whit Dickey & Kirk Knuffke: Drone Dream (NoBusiness, 2019)
- Brightness: Live in Amsterdam (Royal Potato Family, 2020)
- Michael Bisio, Kirk Knuffke, Fred Lonberg-Holm: The Art Spirit (ESP-Disk 2021)
- Per Møllehøj, Kirk Knuffke, Thommy Andersson: ’S Wonderful (Stunt, 2022)
- Kirk Knuffke, Matthew Shipp, Michael Bisio: Gravity without Airs (TAO Forms, 2022)
- Kirk Knuffke & Michael Bisio: For You I Don’t Want to Go (2022)
- Karl Berger, Kirk Knuffke: Heart Is a Melody (2023), mit Jay Anderson, Matt Wilson
- Kirk Knuffke & Joe McPhee: Keep Up the Dream (2023), mit Christof Knoche, Michael Bisio, Jay Rosen